# Особисте життя Діда Мороза
«Особисте життя Діда Мороза» (латис. Salavecīša personiskā dzīve) — радянський художній фільм 1982 року.

## Сюжет
Розповідь про новорічні пригоди «середнього» актора Роберта, що підробляє на дитячих ялинках в ролі Діда Мороза. Зустрічаючись з людьми, відданими мистецтву, Роберт переконується, що для актора не повинно бути маленьких ролей…

## В ролях
- Гедимінас Гірдвайніс — Роберт
- Регіна Девіте — Елізабета
- Антанас Габренас — режисер
- Ліліта Озоліня — Ольга Карпівна
- Мірдза Мартінсоне — дружина Роберта
- Гірт Яковлев — Мікеліс
- Світлана Блесс — буфетниця
- Аквеліна Лівмане — Саміта, вагітна акторка
- Арійс Гейкінс — Антон Тишла
- Вілніс Бекеріс — Броніслав Адольфович, директор автосервісу
- Улдіс Пуцитіс — вахтер
- Леонс Кріванс — регулювальник

## Знімальна група
- Автори сценарію: Андріс Якубанс, Андріс Розенбергс
- Режисер-постановник: Андріс Розенбергс
- Оператор-постановник: Яніс Мурніекс
- Художник-постановник: Віктор Шільдкнехт
- Композитор: Юріс Карлсонс